# Đuôi natri của Mặt Trăng
Đuôi natri của Mặt Trăng là một cấu trúc lớn và mờ (không thể quan sát bằng mắt người) của Mặt Trăng được cấu tạo bởi các nguyên tử natri bị bay ra khỏi Mặt Trăng. Với chiều dài hàng trăm ngàn km, cấu trúc này hình thành khi Mặt Trăng liên tục giải phóng natri nguyên tử dưới dạng bụi mịn từ bề mặt của nó do quá trình giải hấp (desorption) được kích thích bởi photon, do sự phún xạ (sputtering) gió Mặt Trời hay do tác động của thiên thạch. Áp suất từ bức xạ Mặt Trời làm tăng tốc các nguyên tử natri bay theo hướng ra khỏi Mặt Trời, tạo thành một cái đuôi thon dài về hướng đối nhật.

## Lịch sử
Cấu trúc đuôi natri của Mặt Trăng được phát hiện vào năm 1998 qua kết quả của các nhà khoa học đến từ đại học Boston khi họ quan sát trận mưa sao băng Leonids. Tác động liên tục của các thiên thạch nhỏ góp phần tạo ra một cái "đuôi" xuất phát từ Mặt Trăng, và trận mưa sao băng Leonids năm đó đã giúp nó dễ quan sát hơn từ Trái Đất so với bình thường.